# 小月阿布蛤
是帘蛤目唱片蛤科阿布蛤属的一种。主要分布于中国大陆、台湾，常栖息在潮下带5-100米。